# Natalie Ball
Natalie Ball (geb. 13. Februar 1979) ist eine ehemalige deutsche Behindertensportlerin.

## Werdegang
Natalie Ball stammt aus Mecklenburg-Vorpommern. Sie ist von Geburt an blind. Nach dem Abitur studierte sie an der Universität Greifswald.
Da sie trotz ihrer Behinderung Leistungssport betreiben wollte, wurde sie Mitglied im HSG Greifswald. Als Sportart wählte sie sich zwei verschiedene Sportarten aus: das Schwimmen und den Goalball. Da sie schon bald in beiden Sportarten zu den Leistungsträgern des Vereins gehörte, wurde sie in die jeweiligen Nationalmannschaften ihrer Sportarten berufen und in internationalen Wettkämpfen eingesetzt.
So wurde sie Mitglied der deutschen Schwimmnationalmannschaft bei den Paralympischen Spielen 2004 in Athen, bei denen sie in drei Disziplinen im Schwimmsport eingesetzt wurde und auch erfolgreich war. Sie gewann bei diesen Spielen in der Leistungsklasse S 11 drei Silbermedaillen und eine Bronzemedaille, und zwar je eine Silbermedaille in 50 m Brustschwimmen, 100 m Freistil und 100 m Brustschwimmen; dazu kam dann noch eine Bronzemedaille im 200 m Lagen.
Auch in ihrer zweiten Sportdisziplin, dem Goalball, war sie erfolgreich: Bei den Europameisterschaften 2005 erreichte sie den 1. Platz und gewann damit die Goldmedaille. Ebenfalls eine Goldmedaille im Goalball erkämpfe sie sich bei den Goalballweltmeisterschaften 2007.
Für den Medaillengewinn bei den Paralympischen Sommerspielen 2004 erhielt sie das Silberne Lorbeerblatt.
Nach dem Studiumsabschluss 2004 im Fach Nordeuropageographie ging sie nach Finnland, um dort Gesang zu studieren.